# Holenderscy posłowie do Parlamentu Europejskiego 2019–2024
Holenderscy posłowie IX kadencji do Parlamentu Europejskiego zostali wybrani w wyborach przeprowadzonych 23 maja 2019, w których wyłoniono 26 deputowanych. W 2018 zaplanowano przyznanie Holandii 3 dodatkowych mandatów (w ramach rozdzielenia części mandatów przynależnych Wielkiej Brytanii), jednak procedura ich obsadzenia została opóźniona w związku z przesunięciem daty brexitu i przeprowadzeniem wyborów również w Wielkiej Brytanii.

## Posłowie według list wyborczych
Partia Pracy
- Mohammed Chahim
- Agnes Jongerius
- Thijs Reuten, poseł do PE od 15 kwietnia 2021
- Paul Tang
- Vera Tax
- Lara Wolters, poseł do PE od 4 lipca 2019

Partia Ludowa na rzecz Wolności i Demokracji
- Malik Azmani
- Bart Groothuis, poseł do PE od 1 lutego 2020 (objęcie mandatu było zawieszone do czasu brexitu)
- Jan Huitema
- Caroline Nagtegaal-van Doorn
- Catharina Rinzema, poseł do PE od 18 stycznia 2022

Apel Chrześcijańsko-Demokratyczny
- Tom Berendsen
- Jeroen Lenaers
- Henk Jan Ormel, poseł do PE od 27 lutego 2024
- Annie Schreijer-Pierik

Forum na rzecz Demokracji
- Michiel Hoogeveen, poseł do PE od 15 kwietnia 2021
- Rob Rooken[2]
- Dorien Rookmaker, poseł do PE od 1 lutego 2020 (objęcie mandatu było zawieszone do czasu brexitu)[2]
- Rob Roos

Zielona Lewica
- Bas Eickhout
- Tineke Strik
- Kim van Sparrentak

Demokraci 66
- Samira Rafaela
- Sophie in ’t Veld

ChristenUnie-SGP
- Bert-Jan Ruissen (SGP)
- Anja Haga (ChristenUnie), poseł do PE od 5 września 2023

Partia na rzecz Zwierząt
- Anja Hazekamp

50PLUS
- Toine Manders

Partia Wolności
- Marcel de Graaff, poseł do PE od 1 lutego 2020 (objęcie mandatu było zawieszone do czasu brexitu)[3]

Byli posłowie IX kadencji do PE
- Frans Timmermans (Partia Pracy), do 2 lipca 2019, faktycznie nie przystąpił do wykonywania obowiązków poselskich (jego mandat wygasł w dniu rozpoczęcia kadencji 2 lipca 2019)[4]
- Derk Jan Eppink (Forum na rzecz Demokracji), do 30 marca 2021
- Kati Piri (Partia Pracy), do 30 marca 2021
- Liesje Schreinemacher (Partia Ludowa na rzecz Wolności i Demokracji), do 9 stycznia 2022
- Peter van Dalen (ChristenUnie), do 3 września 2023
- Esther de Lange (Apel Chrześcijańsko-Demokratyczny), do 15 lutego 2024